# Antonio Cantore
Pour les articles homonymes, voir Cantore.
Antonio Tomaso Cantore (Sampierdarena, 4 août 1860 - Tofana di Rozes, 20 juillet 1915) est un général italien, commandant de bataillon pendant la guerre italo-turque, devenu général de division au début de la Première Guerre mondiale. 
Il est abattu lors d'une reconnaissance sur la ligne de front, sur la Forcella Fontana Negra, devenant ainsi le premier commandant de haut rang du Regio Esercito (armée royale italienne) à tomber pendant le conflit. La médaille d'or de la valeur militaire a été décernée en sa mémoire.

## Biographie
Antonio Tomaso Cantore est né à San Pier d'Arena (aujourd'hui Sampierdarena, un quartier de Gênes) en 1860, fils de Felice et Marianna Ferri. Après avoir étudié dans un institut technique, il entre à l'Académie militaire de Modène en 1878 ; sous-lieutenant (sottotenente) en 1880 dans le 29e régiment d'infanterie ; capitaine (capitino) en 1888 dans le 81e régiment d'infanterie ; major (maggiore) en 1898 à la tête du 7e bataillon alpin "Gemona" ; lieutenant-colonel (tenente colonnello) en 1903 à la tête du 4e bataillon alpin "Aosta'; en 1908, il est promu colonel (colonnello) et Cantore est affecté au commandement du 88e régiment d'infanterie. Quelques mois plus tard, cependant, il retourne dans les troupes alpines, pour prendre le commandement du 8e régiment alpin nouvellement formé l'année suivante.
Le 28 septembre 1912, Antonio Cantore est embarqué pour la Libye. À la tête de cette nouvelle unité, Cantore y consacre beaucoup d'énergie, à tel point que le 8e régiment est nommé le "Régiment Cantore", avec lequel il commande les bataillons "Gemona", "Tolmezzo" et "Cividale", auxquels s'ajouteront plus tard les bataillons "Vestone" et "Feltre". À son retour en Italie en 1914, il devient général de division (maggior generale) et, à partir du 1er février, il est placé à la tête de la brigade "Pinerolo" ; à partir du 16 juillet, à la tête de la [brigade]. Quelques mois plus tard, cependant, il préfère changer de poste pour devenir commandant de la 3e brigade alpine (qui deviendra la brigade alpine "Julia" à partir de 1926), pour finalement devenir général de la 2e division d'infanterie en juin 1915,.

### Première Guerre mondiale
Au début de la Grande Guerre en Italie, le général Cantore se voit confier le contrôle du secteur Baldo-Lessini, sous le commandement direct de la forteresse de Vérone, dont les troupes sont chargées d'agir entre la rive orientale du lac de Garde et le col de la Lora. Il est recherché dans la région des Dolomites par le chef d'état-major lui-même, le général Luigi Cadorna, pour remplacer le commandant Saverio Nasalli Rocca, accusé d'être trop prudent et lent dans les manœuvres. 

Cantore, au contraire, était apprécié par ses collègues officiers et souvent aussi par ses propres troupes ; le général savait se faire apprécier de ses subordonnés pour son audace et sa sagacité, et si d'une part il se montrait l'alpiniste modèle par excellence, d'autre part, il savait aussi se montrer d'une dureté de fer et impitoyable, surtout en temps de guerre.

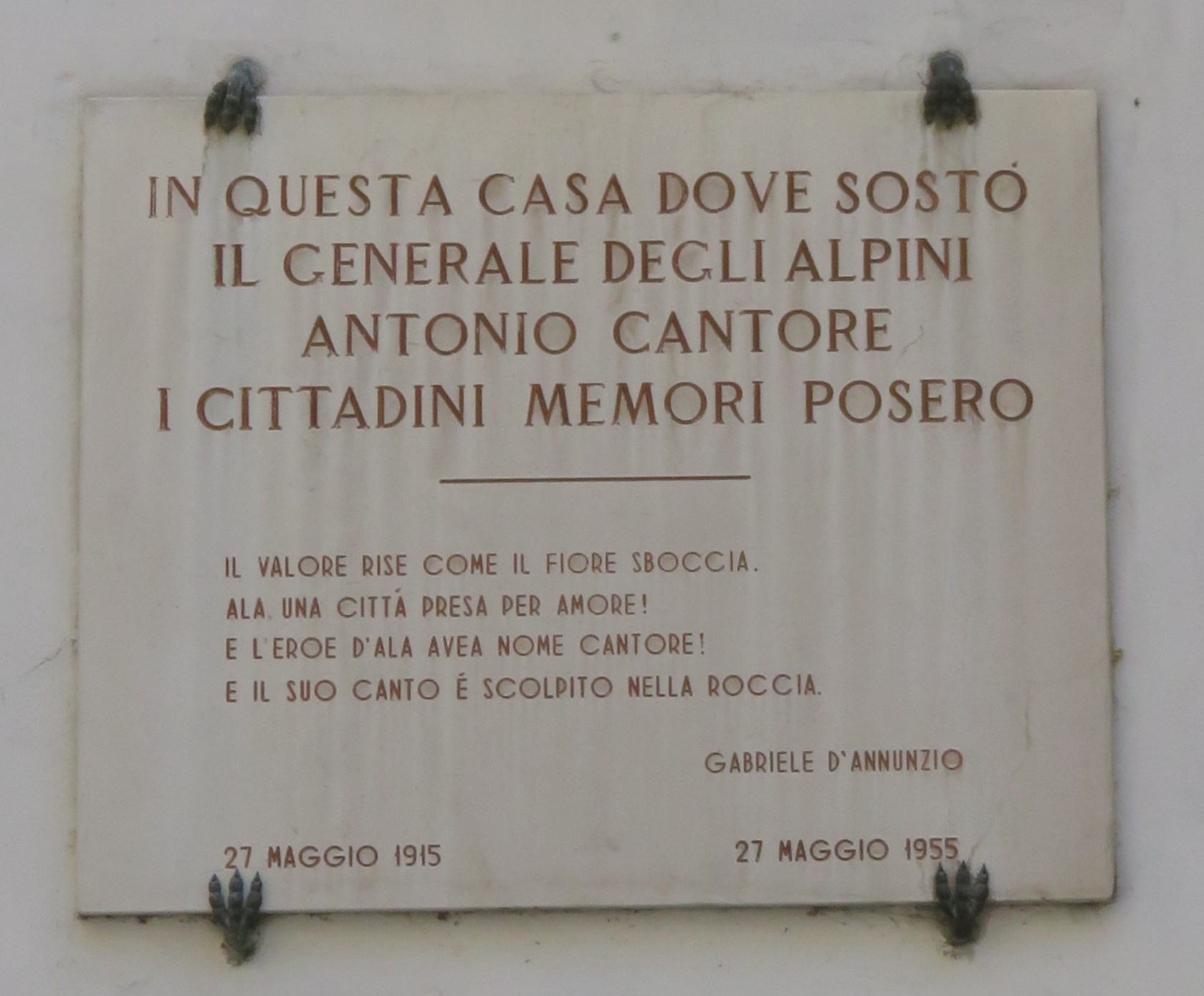
Plaque commémorative en Ala, placée sur la Piazza Generale Cantore pour commémorer le décès du général le 27 mai 1915

Entre la nuit du 24 et le jour du 27 mai, Cantore, toujours à la tête de ses hommes, arrache le Monte Altissimo aux Austro-Hongrois, descend dans la vallée de l'Adige et conquiert finalement Ala. Après avoir avancé jusqu'au-delà de Serravalle, la 3e brigade alpine se heurte, début juin, aux tranchées et barricades autrichiennes, qui stoppent sa progression.
À la fin du mois, il est promu commandant de division (generale di divisione) et prend le commandement de la 2e division, qui combat dans la région de Cortina d'Ampezzo lors de la première offensive des Dolomites. Les soldats italiens tentaient de prendre à l'ennemi l'ensemble du groupe de Tofane, mais pour atteindre cet objectif, il fallait conquérir le "Castelletto", une tour rocheuse qui dominait entre la Tofana di Rozes (aux mains des Italiens) et le mont Lagazuoi (toujours sous contrôle autrichien). Depuis un certain temps déjà, les sapeurs et les Kaiserjäger austro-hongrois tenaient fermement leur position, à tel point que le Castelletto a fini par être considéré comme pratiquement imprenable. C'est le général Cantore lui-même qui suggère une nouvelle tactique pour tenter d'obtenir la capitulation de la place forte ennemie : la seule chance de succès pourrait être donnée par une attaque totale, par les deux corps d'armée déployés dans la zone, sur toute la ligne ennemie, de la vallée de l'Ansiei au Col di Lana.
Le 7 juillet, lorsque l'artillerie lourde italienne est arrivée, l'opération a commencé et Cantore a été mis en charge. Entre-temps, il a mis au point un nouveau plan pour assurer la défaite totale des Habsbourg sur ces positions : il s'agissait de s'emparer de la "Forcella di Fontana Negra", également aux mains de l'ennemi, puis de descendre en piqué sur les soldats autrichiens barricadés sur le Castelletto. Il s'agit certainement d'une opération téméraire, qui laisse de nombreux officiers perplexes, voire carrément agacés : les Autrichiens sont en effet positionnés à environ 1 800 m d'altitude, tandis que les Italiens ne sont qu'à 1300. Ces derniers auraient alors dû grimper sur 500 m le long de la pente orientale, en construisant des tranchées et des tunnels dans la roche friables, le tout sous le feu nourri des mitrailleuses meurtrières de l'ennemi. Le plan d'attaque, même s'il avait donné la victoire à Cantore, aurait nécessité le sacrifice de centaines et de centaines de vies.

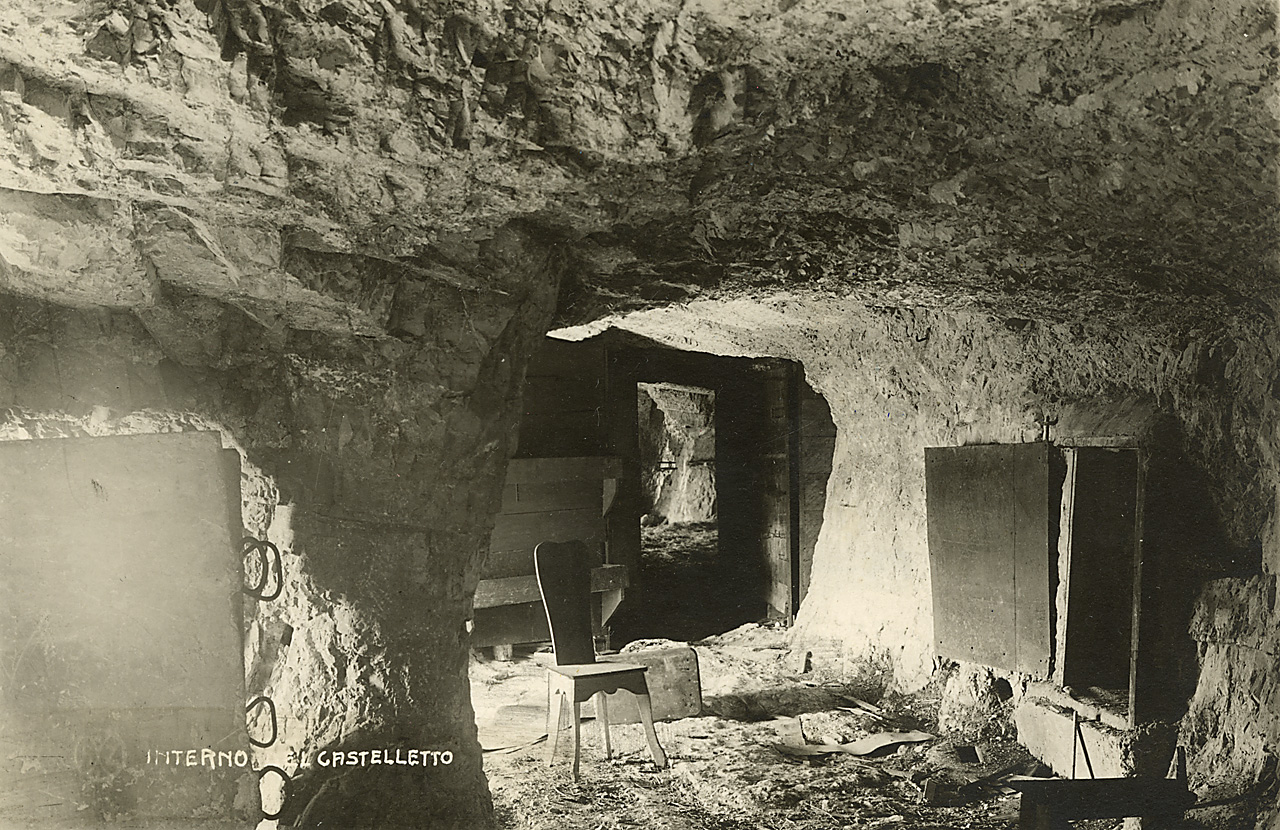
Intérieur du "Castelletto"

### Décès
Pour mettre en œuvre ce deuxième plan, Cantore décide d'effectuer un tour de reconnaissance de la zone qui sera le théâtre de la nouvelle opération.
Selon la reconstitution de l'historien d'Ampezzo Paolo Giacomel, le 20 juillet au matin, Cantore a quitté l'"hôtel Posta", dans le centre de Cortina, pour se diriger vers le village de Vervei, construit sur le massif de Tofane par les militaires italiens. Une fois la réunion avec les officiers terminée, Cantore est parti accompagné de quelques camarades de combat (on ne sait pas s'ils étaient seulement deux, un capitaine d'état-major et un sergent, ou quatre. Vers le soir, ayant atteint un bon point d'observation, le général s'adosse à un parapet rocheux et commence à étudier les positions adverses avec des jumelles. Dès qu'il s'est penché sur le parapet, un tireur d'élite autrichien l'a repéré et a tiré deux coups de feu : le premier a manqué, mais le second a touché le général au front, l'électrocutant. Il est mort sur le coup.
Le peintre autrichien Otmar Burtscher, qui était un officier du Kaiserjäger sur cette partie du front, a écrit : "Le général suivait, depuis les positions italiennes proches, les phases de la bataille. Pas même le tonnerre des balles ne pouvait le faire bouger de son siège. Soudain, sans dire un mot, il a lâché ses jumelles et est tombé à terre ; une balle l'avait frappé en plein front".
Selon le témoignage du peintre Edgardo Rossaro, volontaire dans les troupes alpines sur le front des Dolomites, l'opinion la plus répandue parmi les troupes italiennes était que le général Cantore était facilement repérable par le sniper austro-hongrois en raison de la grande visibilité du grade sur son béret (une large bande rouge avec des frettes dorées voyantes et un grand aigle), A tel point qu'immédiatement après la mort du général - rapporte Rossaro dans son journal de guerre - le Regio Esercito a décidé de modifier la forme des casquettes pour en réduire la visibilité.

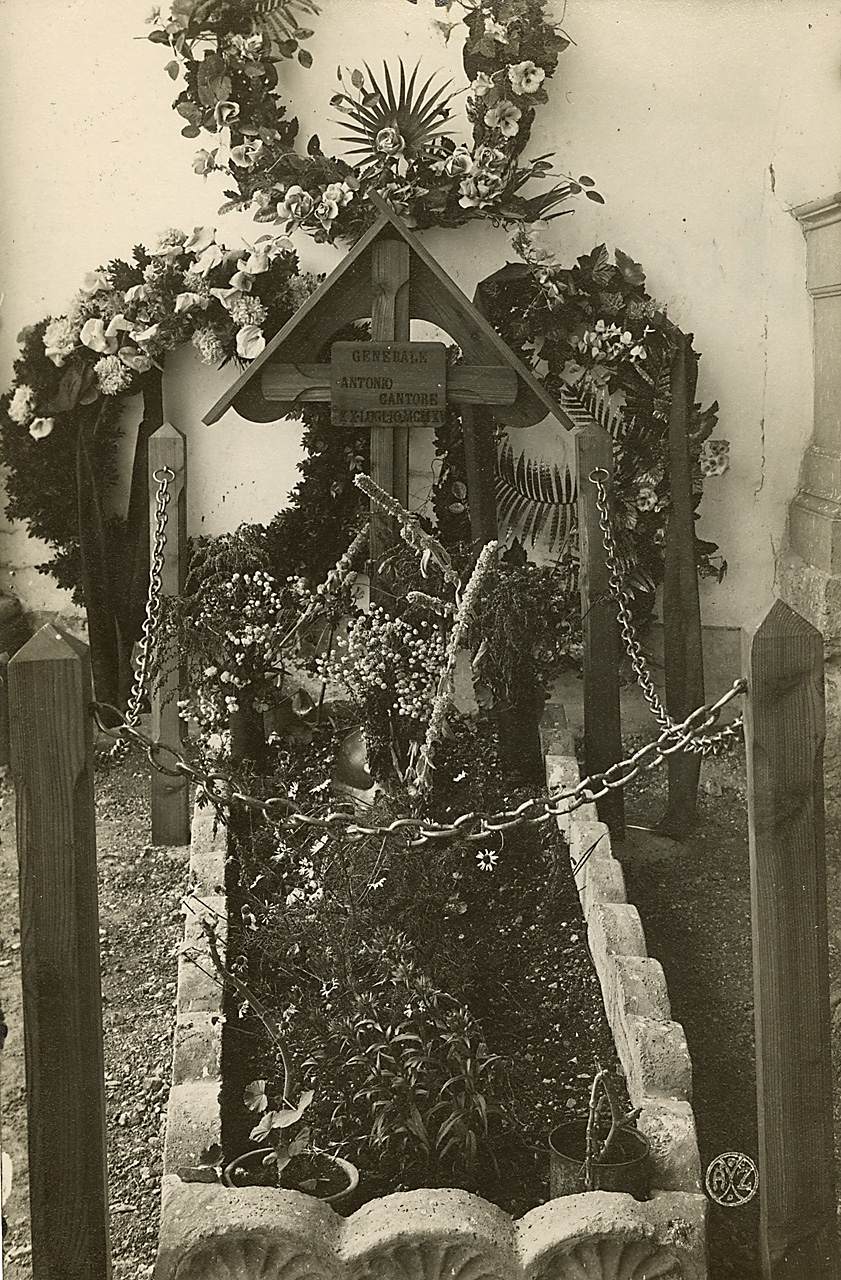
La tombe du général Antonio Cantore.

Cantore a été le premier officier général italien à mourir sous le feu de l'ennemi pendant la Grande Guerre, attirant l'attention de la presse qui a rapporté la nouvelle en fanfare, le rendant immédiatement célèbre dans toute la nation. Sa popularité a laissé des traces dans la toponymie de nombreuses villes où des rues ou des places portent son nom.

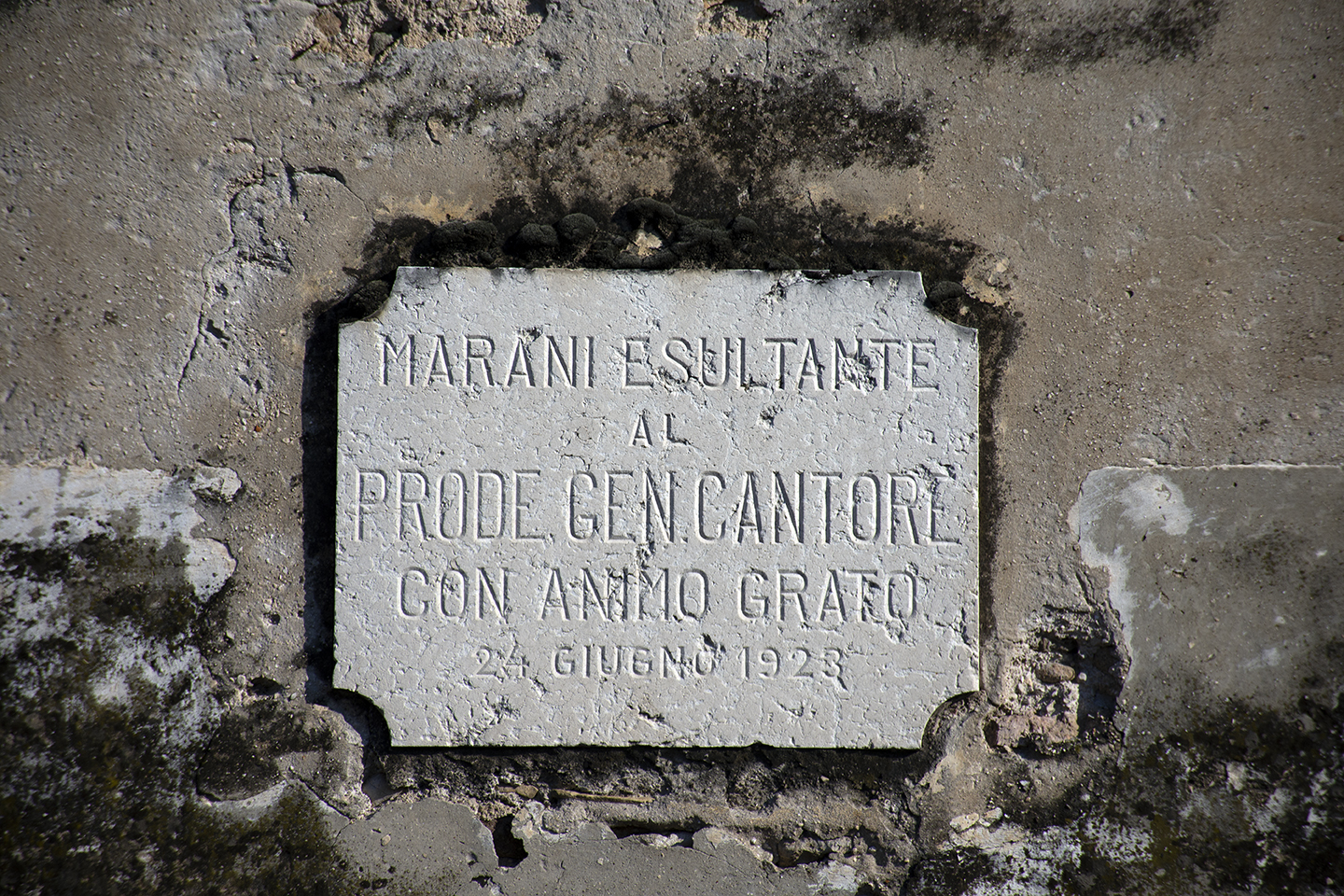
La plaque nommant le hameau Borgo Generale Cantore dans la municipalité d'Ala (TN)

### Les funérailles
Les fantassins qui ont assisté à la mort tragique d'Antonio Cantore ont ramené au camp le corps sans vie de leur commandant, qui a ensuite été transporté au centre de Cortina d'Ampezzo (où se trouve aujourd'hui un monument en son honneur) afin que les troupes puissent lui rendre hommage. À la fin du conflit, son corps est enterré dans le sanctuaire militaire de Pocol avec ceux de près de dix mille autres soldats.

## La fin du "Castelletto"
Le "Castelletto" est finalement tombé aux mains des Italiens. Après la mort de Cantore, ses deux plans d'attaque ont été négligés. Il a fallu plus d'un an et des centaines de victimes pour que la position autrichienne cède. Enfin, le 11 juillet 1916, une nouvelle opération est lancée : compte tenu de l'imprenabilité de la tour rocheuse, les ingénieurs italiens creusent un tunnel sous la position et placent une mine explosive de 35 tonnes, qu'ils font exploser à 3h30 du matin. Le "Castelletto" est littéralement soufflé et 150 soldats austro-hongrois sont tués en un instant.

## Décorations
- Officier de l'Ordre militaire de Savoie
- Alors qu'un violent feu ennemi enveloppait la redoute de nuit près de Tebedat, à la tête du bataillon Tolmezzo, il déborda la position d'un mouvement foudroyant, plongea dans le flanc de l'ennemi qui, surpris, passa à la baïonnette et se retourna pour fuir en désordre, laissant plusieurs morts et blessés et des armes et munitions entre nos mains (20-24 mars 1913). Dans la bataille de l'Assaba, colonne de droite de la Brigade, il a rendu des services distingués, donnant un exemple de perception claire des moments typiques de la bataille et de vaillance personnelle (23 mars 1913)..
- 9 avril 1914
 - Chevalier de l'Ordre militaire de Savoie
- A Braksada, il conduit les troupes sous son commandement (3 Bataillons et 1 Batterie) avec un bel élan offensif et fait preuve de courage et d'habileté (18 juin 1913). À Rad Mduar, il a vigoureusement et habilement conduit les troupes à la conquête du camp ennemi et assuré une vigoureuse poursuite (18 juillet 1913)..
- 28 décembre 1913
 - Médaille d'or de la valeur militaire
- Exemple constant et brillant de bravoure indomptable pour ses troupes, il les a conduites à travers des régions extrêmement difficiles, où l'ennemi s'était retranché, réussissant à les déloger. Il a été touché par une balle ennemie sur l'observatoire, d'où il a exploré et préparé de nouvelles audaces. Monte Tofane, 20 juillet 1915.
- 3 décembre 1915

## Monuments et dédicaces

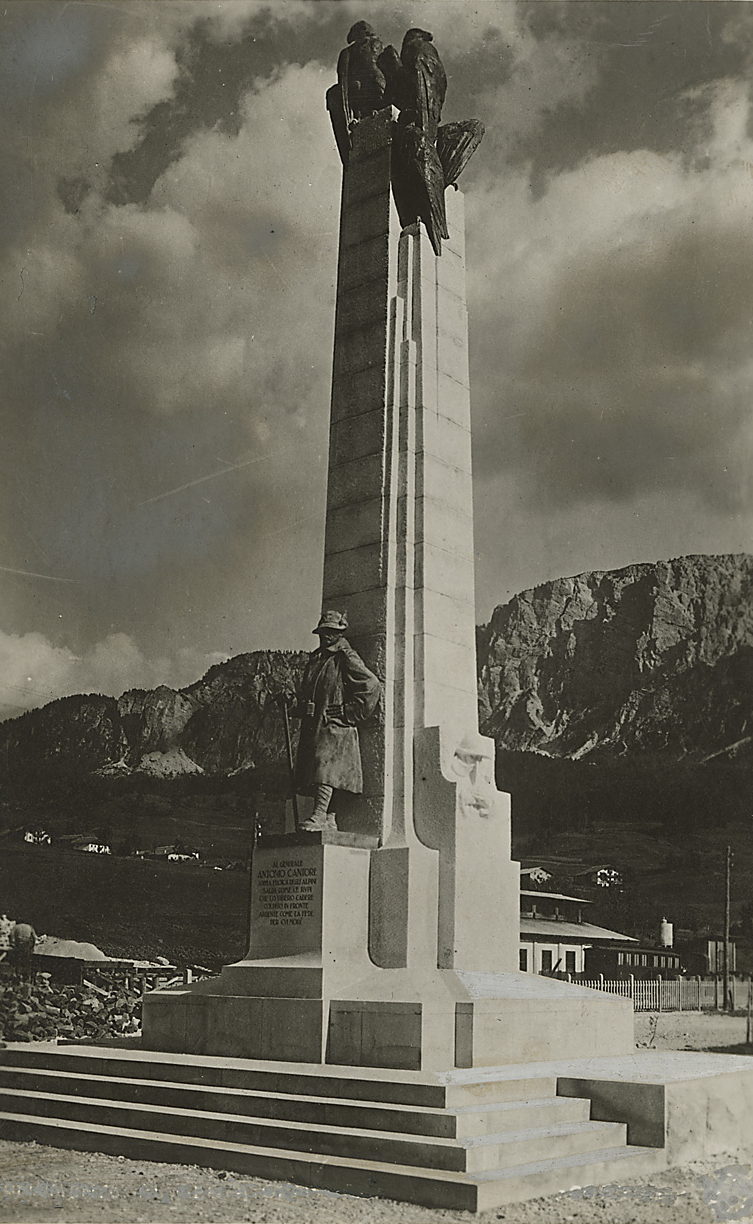
Le monument Cantore à Cortina d'Ampezzo, photographie des années 1920.

Dans les années qui ont suivi la fin du conflit, de nombreux monuments et dédicaces ont été érigés dans toute l'Italie à la figure d'Antonio Cantore, qui est entré dans l'imaginaire collectif national - avec de nombreux autres héros de la Grande Guerre - comme un exemple de courage, de patriotisme et de défi au danger. De nombreuses rues et routes lui ont été dédiées, et des monuments ont été érigés à sa mémoire. Parmi eux, l'imposant obélisque de Cortina d'Ampezzo, sur lequel on peut lire :
"Au Général
Antonio Cantore
l'âme héroïque des Alpini
aussi inébranlable que les falaises
qui l'a vu tomber
une balle dans le front
aussi ardente que la foi
pour laquelle il est mort."
Le huitième tunnel de la route des 52 tunnels du Mont Pasubio, creusé pendant les combats de la Première Guerre mondiale, porte son nom. À Plaisance, la caserne du 21e régiment d'artillerie porte son nom. À Tolmezzo (bataillon dont Cantore était le commandant), une caserne lui est également dédiée.
À Sampierdarena (Gênes), sa ville natale, une grande route lui a été dédiée.
À Carcoforo (VC), le lieu de villégiature de son neveu qui portait son nom, un petit jardin monumental se trouve dans une partie de la rue principale de la ville et une imposante plaque lui est dédiée.
Gabriele D'Annunzio l'a rappelé avec des vers mémorables dans son "Preghiera per i combattenti".
"La vaillance a ri comme la fleur qui s'épanouit.
Ala, une ville prise par amour !
Et le héros d'Ala s'appelait Cantore.
Et sa chanson est gravée dans la pierre."
(Gabriele D'Annunzio, "Preghiera per i combattenti")
À San Candido (BZ) se trouve la caserne du Général Cantore, siège du bataillon alpin "Bassano", 6e régiment alpin.
Borgo Generale Cantore est un hameau de la commune d'Ala (TN).